# Glomeridesmus albiceps
Glomeridesmus albiceps är en mångfotingart som beskrevs av Loomis 1975. Glomeridesmus albiceps ingår i släktet Glomeridesmus och familjen Glomeridesmidae. Inga underarter finns listade i Catalogue of Life.